# Curriculum vitæ
« Cv » redirige ici. Pour les autres significations, voir CV.
 (septembre 2011).
Si vous disposez d'ouvrages ou d'articles de référence ou si vous connaissez des sites web de qualité traitant du thème abordé ici, merci de compléter l'article en donnant les références utiles à sa vérifiabilité et en les liant à la section « Notes et références ».
Le curriculum vitæ ([kyrikylɔmvite]  ; en abrégé CV) est un document détaillant le parcours et les compétences acquises d'un individu durant les dernières années. Il s'agit en général du parcours scolaire et/ou professionnel qui fait état de la compétence d'un candidat dans un poste à pourvoir. Ce document constitue le point de jonction entre l'offre d'emploi et la demande. Le CV peut également se prêter à d'autres usages comme celui de se présenter à un groupe, mais son rôle se situe davantage au niveau de la recherche d'un emploi.

## Étymologie
Curriculum vitae, en latin, est une expression signifiant « déroulement de la vie ».

## Structures possibles
L'ensemble de la littérature de ces dernières décennies décrit deux principaux formats, malgré quelques différences en fonction du contexte culturel du pays d'appartenance.

### Format rétrochronologique
Le premier format est rétrochronologique (chronologie inversée). Il présente les emplois occupés, des plus récents aux plus anciens, est de loin le format le plus utilisé par l'ensemble des chercheurs d'emploi. Il semble le plus facile à organiser vu sa présentation séquentielle.

### Format fonctionnel ou thématique
Le deuxième format est fonctionnel ou thématique ou présente pour sa part les expériences regroupées en catégories. Ces dernières pouvant être empruntées à un domaine de pratique (la comptabilité, par exemple) ou un secteur d'activité industrielle (métallurgie, assurance, aérospatiale). Tout en présentant l'avantage d'offrir une information déjà analysée, de nombreux auteurs[Lesquels ?] soutiennent que ce format est susceptible d'éveiller une certaine méfiance chez les recruteurs du fait que l'aspect chronologique des occupations professionnelles est relégué au second plan.

## Pratiques usuelles
En France, il est recommandé pour un individu sans expérience professionnelle (et notamment les jeunes diplômés) d'avoir un CV d'une page maximum. Pour autant, un individu avec une expérience notable ne doit pas nécessairement allonger son CV, mais envisager de cibler les informations pertinentes.
Dans le cadre universitaire, ainsi que dans les pays anglo-saxons, asiatiques et du nord de l'Europe, il est de bon ton de mettre les références de personnes à contacter (ancien employeur, responsable de formation).

### Constitution
Le CV comporte :
- l'état civil : dans certains cas, le CV peut être anonyme (procédure pour éviter la discrimination à l'embauche, personne voulant être contactée par des recruteurs sans que son employeur actuel soit mis au courant) ; il peut éventuellement contenir la situation de famille (voir plus bas) ;
- un titre : les mentions « CV » ou « Curriculum vitæ » ne sont pas utiles, le format est assez clair pour indiquer ce que c'est ; on préférera un titre en rapport avec la situation[non neutre] : diplôme principal (en France, le diplôme joue souvent un rôle important dans la sélection), poste visé, ou poste actuellement occupé… ;
 il doit être cohérent avec l'organisation du CV (celle-ci doit refléter ce qui est mis en avant dans le titre), et il peut être éventuellement accompagné  d'une phrase de résumé ;
- le cursus professionnel, avec en général :
  - les dates de début et de fin de l'expérience (années), éventuellement la durée pour les stages inférieurs à 1 an ;
  - la fonction occupée ;
  - le nom de l'entreprise ;
  - le secteur d'activité ;
  - l'effectif de l'entreprise et son chiffre d'affaires annuel ;
  - les enjeux du poste, les performances, les résultats obtenus et les réalisations, quantitatifs ou qualitatifs (p. ex. « taux de défaut inférieur à… », « …heures/km de conduite », « gestion d'un budget de … », « direction d'une équipe de … personnes », « amélioration de … », « réalisation du projet … »).
- les formations et diplômes en rapport avec la situation (cursus scolaire, universitaire, formation professionnelle continue… ). Il est d'usage d'intituler cette section « Formation » au singulier.
- les compétences particulières (savoirs, savoir-faire et savoir-être), éventuellement développées à titre personnel : 
  - langues parlées et écrites, avec le niveau (p. ex. notions, parlé, parlé couramment, écrit[3]) ;
  - la détention d'un permis de conduire, d'une qualification particulière ;
  - la maîtrise d'outils informatiques.

Éventuellement, il peut comporter la mention d'activités extra-professionnelles, comme la participation à des associations, des loisirs (sports, culture, voyages), toujours en rapport avec les compétences souhaitables pour la fonction ciblée. Certaines expériences peuvent éventuellement se placer avec les expériences professionnelles. La pratique d'un sport d'équipe (football, basket, etc.) est un point positif pour un cadre désirant travailler en entreprise.
L'expérience professionnelle et la formation se présentent habituellement par ordre rétrochronologique, le plus récent d'abord, puisque c'est la dernière expérience qui est susceptible d'intéresser le recruteur.
Si l'expérience professionnelle est longue et redondante, le candidat peut avoir intérêt à présenter d'abord les compétences développées, ou les postes occupés, puis de lister l'expérience de manière plus succincte, afin d'éviter d'écrire plusieurs fois la même chose pour des postes similaires.
Il convient de garder à l'esprit que dans le cas d'une embauche, le candidat dispose de peu de place et le premier tri se fera en quelques secondes. Les informations portées doivent donc être ciblées. Il n'y a pas en la matière un CV type mais un CV par proposition d'embauche. Le CV n'est pas un état complet du passé formationnel et professionnel du candidat (une « pierre tombale »), mais une projection vers l'avenir, en quoi le passé permet d'aborder le problème de l'entreprise — car le recrutement est la réponse à un problème, à un besoin —, ce qui lui permettra de se distinguer des autres candidats. Le recrutement est un investissement (il a un coût important) et une prise de risque pour l'entreprise. Le CV doit donc rassurer le recruteur.
Concernant la mise en forme, là encore cela dépend de la culture du milieu et du but du CV. Il peut faire ressortir la rigueur ou la créativité (par exemple, pour un graphiste), mais sera dans tous les cas clair et lisible. Le candidat peut aussi conseiller l'utilisation d'une seule couleur autre que le noir (de préférence une couleur neutre telle le bleu ou le vert foncé) pour le titre, dans le but d'attirer l'attention sur le CV.
Dans le cas d'une demande d'embauche, il est en général accompagné par une lettre de motivation (aussi appelée lettre de candidature ou lettre de présentation), outil complémentaire. Le CV devrait donner envie de lire la lettre et vice versa. Le rôle du CV et la lettre de motivation va bien au-delà d'un simple document d'information : ces documents constituent la trame du récit du candidat, le fil conducteur de l'entretien.
À l'inverse, dans le cadre d'une réponse à une annonce pour un emploi, le CV sera probablement trié « à première vue » dans un premier temps. Il devra  donc faire ressortir les mots-clés auxquels le recruteur s'attend (ce qui est censé avoir été décrypté dans l'annonce) et être de préférence court (moins de deux pages). Dans le cas d'une réponse à annonce ou d'une candidature spontanée, le but du CV est d'obtenir un entretien et non pas de décrocher un emploi.

## Spécificités par pays

### En France
Depuis la loi Aubry du 31 décembre 1992, la justice considère que l'employeur a le droit et le devoir de vérifier les informations figurant sur les CV présentés par les candidats.

### Au Japon
Le CV japonais est différent du CV français ou anglo-saxon.
Le CV japonais type, nommé Rirekisho, est un formulaire de quatre pages trouvé dans le commerce (papeterie, konbini), dans des magazines d'offres d'emploi ou sur Internet. Il doit être rempli manuellement avec un stylo à encre noire (l'encre bleue est également acceptée).
Ce format est apparu à la fin de la Seconde guerre mondiale. Il était surtout utilisé pour recruter des jeunes diplômés. Jusque dans les années 1990, le marché du travail japonais était très rigide et l'emploi à vie était commun. Il était rare pour un employé de changer d'entreprise au milieu de sa carrière.
Les rubriques à compléter incluent état civil, adresse postale, études suivies/formation, expériences professionnelles, loisirs et motivation du candidat. Les formulaires varient dans leur forme et dans certains cas, il peut être fait mention de la profession des parents, du nombre de frères et sœurs et de l'état de santé. Dans tous les cas, il est nécessaire d'y ajouter une photo.
Toutefois, récemment, de nombreux candidats japonais présentent leur CV sous format informatique, de forme identique à celui manuscrit ou avec une mise en page calquée sur le modèle anglais. Dans le cas de ce format occidentalisé, souvent nommé « Shokumukeirekisho », une photo scannée est acceptée.

## Impact des nouvelles technologies

### CV en ligne
Avec le développement de l'usage des réseaux sociaux professionnels, le CV en ligne et les recommandations professionnelles publiques liées (voire plus généralement l'image de marque sur le web des candidats) sont devenus un facteur-clé qui facilite ou empêche les recrutements. Le CV en ligne modifie aussi les candidatures spontanées : il devient possible de postuler en envoyant son profil en ligne à la place du traditionnel CV et lettre de motivation.

### CV vidéo
Le CV vidéo est une  forme de CV.
Né aux États-Unis dans les années 1980 sous forme VHS, il ne s'est développé qu'à la fin des années 1990 avec le progrès technologique et le développement d’internet et notamment à partir de 2006. Cependant, le CV vidéo est encore peu présent en France. Avec l’arrivée d’internet, les recruteurs ont vu arriver les candidatures de façon massive, la différenciation est donc devenue essentielle à la sélection du CV.
Le CV vidéo est présenté sous forme de lien au sein du CV traditionnel ou dans le contenu d’un mail et est en général stocké sur un serveur ou tout simplement sur YouTube. Il est ensuite consultable à volonté par les recruteurs en possession dudit hyperlien.
Phénomène encore marginal en France, les candidats sont souvent livrés à eux-mêmes quant à la réalisation du CV, en témoignent les nombreux CV vidéo amateurs qui sont plus du domaine de l'humour que de celui de la recherche d'emploi. Pour pallier ce problème, des sociétés de professionnels du recrutement se sont lancées dans la réalisation de CV vidéo. On constate que le fait de passer par des professionnels transforme le CV vidéo en une réelle arme sur le marché du travail[réf. nécessaire]